# Yui Susaki
Yui Susaki (født 30. juni 1999) er en japansk bryder, der konkurrerer i fristil.
Hun repræsenterede Japan ved sommer-OL 2020 i Tokyo, hvor hun tog guld i 50 kg.